# Ежовка (Алексеевский район)
Ежо́вка — хутор в Алексеевском районе Волгоградской области России. Входит в Рябовское сельское поселение.
Хутор расположен в 48 км юго-западнее станицы Алексеевской (по дороге — 72 км), 12 км западнее хутора Рябовский (по дороге — 18 км) на реке Малая Песковатка в её верхнем течении.
Дороги грунтовые, хутор не газифицирован. Начальная школа.
Условия для рыбалки и отдыха.

## История
В 1876 году был построен Георгиевский храм — первый в хуторе. В 1894 году вместо сгоревшей возводится каменная Георгиевская церковь. В 1980-е этот храм был разрушен, а на его месте построена школа.

## Население
| 2010 |
| ---- |
| 160  |